# LEDA 2108986
LEDA 2108986(CG 611)은 물병자리 방향으로 약 1억 4,900만 광년 떨어진 고리 은하이다. 1987년에 천문학자인 샌덜릭와 Pesch가 발견하였다.

## 고리 형태
이 은하의 고리 형태는 LEDA 74886과의 상호 작용으로 인해 만들어진 것으로 추정된다.

## 형태
이 은하는 고리 은하인 동시에 타원 은하나 나선 은하의 중간 형태일 것으로 추정된다.